# Part of the theory
Part of the Theory – pochodzący z Aten grecki zespół progressive metalowy z elementami bałkańskiego i bliskowschodniego folku. Cechuje ich bogactwo form dźwiękowych i zaawansowane orkiestracje. Zaczynali jako zespół tworzący muzykę filmową i jako tacy zaistnieli tworząc oryginalny materiał do popularnego serialu Netflix „Maestro in Blue” Christoforosa Papakaliatisa. Współpraca ta zakończyła się występem na żywo w jednym z odcinków drugiego sezonu serialu (2024), co dodatkowo ugruntowało ich obecność w sferze muzyki filmowej.

## Debiutancki singiel
2 maja 2025 roku "Part of the Theory" zadebiutowali singlem "Famished Mammon". Tytułowy Mammon nawiązuje do mitycznego bóstwa zachłanności, żądzy i obżarstwa, a tekst jest ironiczną, ale też brutalną kontestacją dzisiejszego, przeżartego konsumpcją świata.
Utwór został doceniony zarówno przez słuchaczy, jak i krytyków wygrywając prestiżowy plebiscyt „Metal Hammer’s Best Songs of the Week”. 

## Skład zespołu
- Alexis Dimouleas: gitara, aranżacje orkiestrowe
- Vicky Kapetanopoulou: wokal
- George Spiliopoulos: perkusja
- Stefanos Theodorakopoulos: gitara basowa